# Live at Home
Albums de Jane
Fire, Water, Earth & Air
(1976) Between Heaven and Hell
(1977)
Live at Home est le premier album enregistré en public du groupe de rock progressif allemand, Jane. Il est sorti en 1977 sous forme de double-album sur le label Brain Records et a été produit par le groupe.

## Historique
Cet album fut enregistré le 13 août 1976 devant plus de trois mille personnes à la Niedersachsenhalle de Hanovre dans le cadre d'une tournée allemande de soixante dates pour promouvoir l'album Fire, Water, Earth & Air. Les enregistrements furent effectués avec l'aide du studio mobile du réalisateur artistique Conny Plank, ce dernier cumulant la fonction d'ingénieur du son et de responsable du mixage de l'album. Cet album comprend de nombreux titres inédits (All My Friends, Rest of My Life...) ne figurant sur aucun album studio du groupe.
Le groupe compte un nouveau musicien, le claviériste Manfred Wieczorke, transfuge du groupe de rock progressif allemand Eloy. Il remplace Werner Nadolny parti fonder son propre groupe, Lady.
En 2008, l'album sera réédité sous forme de double compact disc, le deuxième disc étant consacré à des enregistrements en public enregistré le 8 janvier 1977 à la Großer Sendensaal de Cologne pour l'émission radio de la WDR, "Nachtmusik".

## Liste des titres

### Disque 1
Face A
| No | Titre                                                                              | Auteur                        | Chant        | Durée |
| -- | ---------------------------------------------------------------------------------- | ----------------------------- | ------------ | ----- |
| 1. | All My Friends (Titre inédit)                                                      | Jane                          | Martin Hesse | 4:58  |
| 2. | Lady (de l'album Lady, 1974)                                                       | Hess                          | Peter Panka  | 3:38  |
| 3. | Rest of My Life (Titre connu sous le nom de "I Need You" de l'album Jane III,1974) | Hess, Panka et Wolgang Krantz | chœurs Jane  | 4:42  |
| 4. | Expectation (Titre inédit)                                                         | Jane                          | Klaus Hess   | 5:32  |

Face B
| No | Titre                                          | Auteur                       | Chant              | Durée |
| -- | ---------------------------------------------- | ---------------------------- | ------------------ | ----- |
| 5. | River (Titre inédit)                           | Jane                         | Titre instrumental | 3:51  |
| 6. | Out In the Rain (de l'album Here We Are, 1973) | Hess, Panka, Nadolny, Krantz | Panka              | 6:22  |
| 7. | Hangman (de l'album Together, 1972)            | Hess, Bernd Pulst            | Hess               | 11:55 |

### Disque 2
Face C
| No  | Titre                                               | Auteur                        | Chant              | Durée |
| --- | --------------------------------------------------- | ----------------------------- | ------------------ | ----- |
| 8.  | Fire, Water, Earth & Air (de l'album éponyme, 1976) | Hess, Panka, Wieczorke, Hesse | Hess               | 4:00  |
| 9.  | Another Way (Titre inédit)                          | Jane                          | Hesse              | 5:41  |
| 10. | Daytime (de l'album Together, 1972)                 | Hess, Pulst                   | Hess               | 9:41  |
| 11. | Hightime for Crusaders (Titre inédit)               | Jane                          | Titre instrumental | 5:07  |

Face D
| No  | Titre                  | Auteur                        | Chant | Durée |
| --- | ---------------------- | ----------------------------- | ----- | ----- |
| 12. | Windows (Titre inédit) | Hess, Panka, Wieczorke, Hesse | Hesse | 19:20 |

### Réédition 2008 en double CD
CD 1
| No  | Titre                    | Durée |
| --- | ------------------------ | ----- |
| 1.  | All My Friends           | 4:34  |
| 2.  | Lady                     | 3:33  |
| 3.  | Rest of My Life          | 4:25  |
| 4.  | Expectation              | 5:25  |
| 5.  | River                    | 3:15  |
| 6.  | Out In the rain          | 5:25  |
| 7.  | Hangman                  | 11:59 |
| 8.  | Fire, Water, Earth & Air | 3:40  |
| 9.  | Another Way              | 5:03  |
| 10. | Daytime                  | 9:05  |
| 11. | High Time for Crusaders  | 4:25  |

CD 2
- A l'exception du premier titre Windows, tous les autres titres furent enregistrés le 8 janvier 1977 à la Großer Sendensaal de Cologne pour l'émission radio de la WDR, "Nachtmusik".

| No | Titre                    | Durée |
| -- | ------------------------ | ----- |
| 1. | Windows                  | 19:20 |
| 2. | Lady                     | 3:29  |
| 3. | Fire, Water, Earth & Air | 3:36  |
| 4. | Another Way              | 5:07  |
| 5. | River                    | 4:02  |
| 6. | Out In the Rain          | 5:45  |
| 7. | Hangman                  | 14:05 |
| 8. | Windows                  | 23:02 |

## Musiciens
- Klaus Hess: chant, guitares, pédale d'effet bass Taurus
- Peter Panka: chant, batterie, percussions
- Manfred Wieczorke: claviers, chœurs
- Martin Hesse: chant, basse